# Łuczyce (województwo podkarpackie)
Łuczyce – wieś w Polsce położona w województwie podkarpackim, w powiecie przemyskim, w gminie Przemyśl. Leży nad rzeką Wiar.
| SIMC    | Nazwa         | Rodzaj    |
| ------- | ------------- | --------- |
| 0608776 | Pod Łuczycami | część wsi |

W latach 1975–1998 miejscowość administracyjnie należała do województwa przemyskiego.
We wsi znajduje się drewniana cerkiew parafialna, greckokatolicka pw. Ofiarowania Najświętszej Maryi Panny z 1856. 